# Luis Dabán y Ramírez de Arellano
Luis Dabán Ramírez de Arellano (Pamplona, 28 de mayo de 1841 – Madrid, 22 de enero de 1892) fue un destacado militar español que ocupó la gobernación de Puerto Rico entre 1884 y 1887. 
Fue hermano de Antonio Dabán y Ramírez de Arellano, también militar y capitán general de Puerto Rico, y tío del general Antonio Dabán Vallejo. Fue Senador por la provincia de Murcia 1887-1888, 1888-1889, 1889-1890 y senador por la provincia de Puerto Rico 1891.

## Biografía
Luis Dabán Ramírez de Arellano nació el 28 de mayo de 1841 en Pamplona. En su juventud se incorporó al ejército, participando en las campañas de Santo Domingo y, más tarde, en 1868, en la Guerra de los Diez Años, en Cuba. En 1872 retorna a la Península, donde participaría en la tercera guerra carlista, alcanzando en ella el título de mariscal de campo. Tras esto, regresó a Cuba, donde obtuvo el título de comandante general del departamento oriental. En 1874 concede su apoyo al general Martínez Campos cuando se alzó el Pronunciamiento de Sagunto. En 1876 se presenta a las elecciones generales de diputado, siendo elegido para tal cargo. Sin embargo, se ve obligado a renunciar debido a que ese cargo era incompatible con su nombramiento de Segundo cabo de Filipinas, entonces colonia española. En 1884 fue nombrado Gobernador de Puerto Rico, cargo que abandonó en 1887. 
Falleció el 22 de enero de 1892 en Madrid, habiendo alcanzado el rango de Teniente General y con destino en la Inspección General de la Guardia Civil.